# Kanton Chalon-sur-Saône-Sud
Chalon-sur-Saône-Sud is een voormalig kanton van het Franse departement Saône-et-Loire. Het kanton maakte deel uit van het arrondissement Chalon-sur-Saône. Het werd opgeheven bij decreet van 18 februari 2014, met uitwerking op 22 maart 2015.

## Gemeenten
Het kanton Chalon-sur-Saône-Sud omvatte de volgende gemeenten:
- La Charmée
- Chalon-sur-Saône (deels, hoofdplaats)
- Châtenoy-en-Bresse
- Épervans
- Lans
- Lux
- Marnay
- Oslon
- Saint-Loup-de-Varennes
- Saint-Marcel
- Saint-Rémy
- Sevrey
- Varennes-le-Grand